# Lomaptera fulgida
Lomaptera fulgida är en skalbaggsart som beskrevs av Moser 1910. Lomaptera fulgida ingår i släktet Lomaptera och familjen Cetoniidae. Inga underarter finns listade i Catalogue of Life.